# مجلس مدينة (إسرائيل)

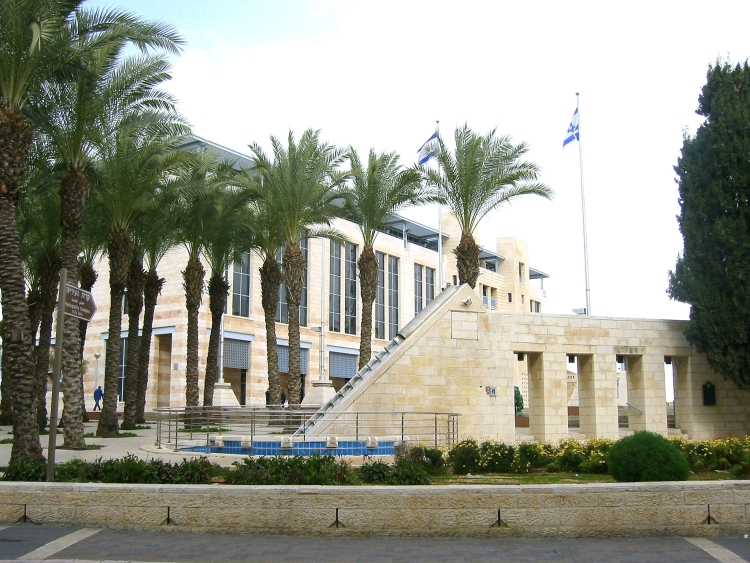
مقر بلدية القدس

مجلس المدينة ((بالعبرية: עִירִיָּה)؛ إيريا) هي التسمية الرسمية لمدينة تقع ضمن نظام الحكم المحلي في إسرائيل. 
قد يمنح وزير الداخلية وضع المدينة لبلدية عادة ما تكون مجلس محلي يتجاوز عدد سكانه 20.000 شخصًا وتتسم بطابعها الحضري، ويعرف بأنه يحتوي على مناطق مخصصة لاستخدام الأراضي بشكل مميز مثل المناطق السكنية والتجارية والصناعية. يتم انتخاب رؤساء البلديات وأعضاء مجالس المدن كل خمس سنوات.

## وصلات خارجية
- الحكم المحلي في إسرائيل . معجم مصطلحات الكنيست. 2009
- السلطات المحلية (רשויות מקומיות) على بوابة حكومة إسرائيل (بالعبرية)
- قانون مجلس المدينة

(بالعبرية)